# Stazione di Gavirate
La stazione di Gavirate è una fermata ferroviaria della linea Saronno-Laveno posta in centro a Gavirate.

## Strutture e impianti
La fermata, gestita da Ferrovienord che la qualifica come "secondaria" e situata al km 61 della Saronno-Laveno, dispone di un solo binario di corsa, servito da una banchina.
In stazione è esposta una carrozza, utilizzata dalla Pro Loco per allestire mostre.
Prima dell'ammodernamento della linea, avvenuto nel 1994, l'impianto era dotato di binario di incrocio più un tronchino (lato Laveno), eliminati per allungare la banchina a 220 metri.

## Servizi
Il fabbricato viaggiatori è affidato in gestione alla pro loco di Gavirate, che si occupa del servizio di biglietteria e della manutenzione dell'edificio. Fino a pochi anni fa era presente una biglietteria a sportello ed una distributrice automatica di biglietti, mentre oggi resta solo quella automatica.
- Biglietteria automatica
- Sala d'attesa
- Servizi igienici
- Bar
- Annunci sonori per arrivi

## Movimento
La stazione è servita da treni regionali della direttrice Laveno-Milano Cadorna effettuati da Trenord nell'ambito del contratto di servizio stipulato con la Regione Lombardia.
Inoltre la stazione è servita dai treni RegioExpress RE1 Laveno - Varese - Saronno - Milano.

## Interscambi
Fra il 1914 e il 1940 di fronte alla stazione effettuavano fermata i convogli in servizio sulla tranvia Varese-Angera, gestita dalla Società Anonima Tramvie Orientali del Verbano (SATOV).